# Dynamic Language Runtime
Pour les articles homonymes, voir DLR.
Le Dynamic Language Runtime (DLR) est une surcouche facilitant l'implémentation et l'interopérabilité des langages dynamiques. Le DLR permet de prendre en charge plusieurs langages. Cette technologie est utilisée par Microsoft pour la plateforme .NET et Oracle pour le langage Java.
Le CLR de Microsoft est l'équivalent de la machine virtuelle Java (JVM). Le CLR ne gère que les langages propres à Microsoft tandis que le DLR de Microsoft a été créé pour prendre en charge d'autres langages. Oracle suit la même politique d'ouverture en ajoutant à sa JVM un DLR nommé Da Vinci Machine (en) permettant la gestion d'autres langages que Java. Le terme JVM devient donc inapproprié. Des langages tiers avaient déjà été portés sur la JVM en reprenant la syntaxe de langages existants. La raison principale des DLR est de faciliter le portage de langages tiers ; il est en effet très difficile de faire fonctionner un code dynamique (Python, Ruby) sur un environnement qui est typé lors de la compilation. Le portage d'un langage sur le DLR est donc plus facile que sur le CLR.

## DLR de Microsoft
Le DLR est une surcouche qui implémente les concepts du CLR et utilise le framework .NET. Le DLR permet le support de langages non Microsoft comme Python et Ruby alors que le CLR (sur lequel est implémenté le DLR) utilise C# et VB.NET. Les versions de Python et Ruby fonctionnant sur le DLR sont appelées IronPython et IronRuby. IronPython et IronRuby sont sous licence Apache 2.0. D'autres implémentations sont supportées comme JScript .NET et VBScript .NET.
L'intérêt du DLR se trouve dans l'utilisation de langages dynamiques comme PHP et dans le fait que certains langages ont une syntaxe beaucoup plus simple et structurée comme Python.
Les premières applications fonctionnant avec les langages du DLR sont : 
- Microsoft Silverlight 2.0, provenant de WPF, ne fonctionne que dans un navigateur (Mac/Intel et Windows) et supporte la DLR, IronPython et managed JScript
- Unity 3D fonctionne sur Mono est la machine virtuelle implémentant la CLR sous Linux et pas seulement le navigateur
- Manifold System supporte tous les langages compatibles .NET (IronPython, VBScript .NET, etc.) à l’exception d’IronRuby.

L'infrastructure du DLR offert par Microsoft a mis fin au portage natif de Ruby .Net. 
Quelques langages ont été portés sur le DLR de Microsoft : 
- IronRuby est une implémentation en C# du langage (Ruby)
- IronPython est une implémentation en C# du langage (Python)

Le code managé JScript et C# ne sont pas supportés actuellement par le DLR.

## DLR d'Oracle
Quelques langages ont été portés sur la JVM d'Oracle 
- JRuby est une implémentation en java du langage Ruby
- Jython est une implémentation du langage Python

Les langages supportés par le DLR d'Oracle sont 
- Groovy est l'implémentation d'un langage de script reprenant la syntaxe Java et les idées de Python et Ruby
- JavaFX est la mise en œuvre d'un langage de script permettant de concurrencer Silverlight et Adobe Flex

Da Vinci est la réponse d'Oracle à Microsoft : elle permet à la machine virtuelle java de prendre en charge les langages dynamiques.